# 東信地方
東信地方（日语：／ Tōshin chihō */?）是指日本長野縣的東部千曲川（信濃川）流域，也稱東信州（日语：／）或上田、佐久地方（日语：／）。

## 地理
東信地方北以淺間山（關東山地）、南以八岳、東以碓氷峠（関東山地）、西以和田峠（北八岳、美原）為界。
上信越自動車道、國道18號、北陸新幹線途徑此地，佐久地方則正在進行中部橫斷自動車道的整備。水系方面，佐久地方的市町村屬於太平洋側地域，其他地域屬日本海側。這一地區的氣候呈現內陸性氣候的特徵，部分地區屬於日本海側氣候，是豪雪地帶。除以以外的地域屬中央高地式氣候，降水量較少，輕井澤、野邊山等高原地帶較為嚴寒。

### 地形
- 山岳：淺間山、八岳、蓼科山
- 山口：碓氷峠、和田峠（日语：和田峠 (長野県)）、十石峠（日语：十石峠）
- 河川：千曲川
- 溫泉：別所溫泉（日语：別所温泉）、鹿教湯溫泉（日语：鹿教湯温泉）
- 盆地：佐久盆地（日语：佐久盆地）（佐久平）、上田盆地（日语：上田盆地）（上田平、鹽田平（日语：塩田平））
- 高原：野邊山高原（日语：野辺山高原）、湯之丸高原（日语：湯の丸高原）、菅平高原（日语：菅平高原）、高峰高原（日语：高峰高原）、輕井澤高原

## 地域
上小地域
中心都市為上田市，另還包含東御市、小縣郡。而東御市有時僅計入舊東部町地域。
本區域有信濃鐵道線、國道18號通過。另由於皆位在國道144號沿線，鄰接的群馬縣吾妻郡（嬬戀村、長野原町）也屬於上田市（舊真田町）的都市圈內。
江戶時代初期以前，本地是以「十勇士」聞名的真田氏地盤。之後成為上田藩領土。本地的別所溫泉因與北條氏有淵源，又稱「信州之鎌倉」。
北佐久地域（北佐久郡）
本區域有信濃鐵道線、國道18號通過，兩路線在中心都市小諸市分歧出小海線與國道141號。
有時本地域還包含以前同屬北佐久郡的東御市一部分（舊北御牧村）與佐久市一部分（舊望月町、淺科村）。
本地位於淺間山南麓，有知名避暑勝地輕井澤與島崎藤村淵源地小諸。受惠於碓氷峠，與群馬縣的聯繫也較為密切。
南佐久地域（南佐久郡）
本區域有小海線、國道141號通過。國道254號可通往群馬縣。
佐久市雖跨越北佐久地域與南佐久地域，但一般多劃入南佐久地域。
南部是野邊山高原，以萵苣等高地蔬菜栽培聞名。南部與相鄰的山梨縣聯繫較為密切。

### 都市雇用圈（10% 通勤圈）變遷
東信地方的都市雇用圈（10% 通勤圈）。
- 未劃入10% 通勤圈的自治體以灰色「-」表示。

| 自治體 ('80) | 1980年                | 1990年                | 1995年                | 2000年                | 2005年                | 2010年                | 自治體 （現在） | 地域 |
| ------------ | --------------------- | --------------------- | --------------------- | --------------------- | --------------------- | --------------------- | --------------- | ---- |
| 坂城町       | 上田都市圈 20萬5775人 | 上田都市圈 21萬6017人 | 上田都市圈 22萬1386人 | 上田都市圈 22萬7062人 | 上田都市圈 22萬3463人 | 上田都市圈 21萬7412人 | 坂城町          | 長野 |
| 上田市       | 上田都市圈 20萬5775人 | 上田都市圈 21萬6017人 | 上田都市圈 22萬1386人 | 上田都市圈 22萬7062人 | 上田都市圈 22萬3463人 | 上田都市圈 21萬7412人 | 上田市          | 上小 |
| 丸子町       | 上田都市圈 20萬5775人 | 上田都市圈 21萬6017人 | 上田都市圈 22萬1386人 | 上田都市圈 22萬7062人 | 上田都市圈 22萬3463人 | 上田都市圈 21萬7412人 | 上田市          | 上小 |
| 真田町       | 上田都市圈 20萬5775人 | 上田都市圈 21萬6017人 | 上田都市圈 22萬1386人 | 上田都市圈 22萬7062人 | 上田都市圈 22萬3463人 | 上田都市圈 21萬7412人 | 上田市          | 上小 |
| 武石村       | 上田都市圈 20萬5775人 | 上田都市圈 21萬6017人 | 上田都市圈 22萬1386人 | 上田都市圈 22萬7062人 | 上田都市圈 22萬3463人 | 上田都市圈 21萬7412人 | 上田市          | 上小 |
| 青木村       | 上田都市圈 20萬5775人 | 上田都市圈 21萬6017人 | 上田都市圈 22萬1386人 | 上田都市圈 22萬7062人 | 上田都市圈 22萬3463人 | 上田都市圈 21萬7412人 | 青木村          | 上小 |
| 東部町       | 上田都市圈 20萬5775人 | 上田都市圈 21萬6017人 | 上田都市圈 22萬1386人 | 上田都市圈 22萬7062人 | 上田都市圈 22萬3463人 | 上田都市圈 21萬7412人 | 東御市          | 上小 |
| 長門町       | 上田都市圈 20萬5775人 | 上田都市圈 21萬6017人 | 上田都市圈 22萬1386人 | 上田都市圈 22萬7062人 | 上田都市圈 22萬3463人 | 上田都市圈 21萬7412人 | 長和町          | 上小 |
| 和田村       | -                     | -                     | -                     | 上田都市圈 22萬7062人 | 上田都市圈 22萬3463人 | 上田都市圈 21萬7412人 | 長和町          | 上小 |
| 北御牧村     | -                     | -                     | -                     | -                     | 上田都市圈 22萬3463人 | 上田都市圈 21萬7412人 | 東御市          | 上小 |
| 輕井澤町     | -                     | -                     | -                     | -                     | -                     | -                     | 輕井澤町        | 佐久 |
| 立科町       | -                     | -                     | -                     | -                     | 佐久都市圈 18萬9058人 | 佐久都市圈 18萬6206人 | 立科町          | 佐久 |
| 御代田町     | -                     | -                     | -                     | 佐久都市圈 16萬2355人 | 佐久都市圈 18萬9058人 | 佐久都市圈 18萬6206人 | 御代田町        | 佐久 |
| 小諸市       | 小諸都市圈 4萬8346人  | 小諸都市圈 4萬4888人  | 小諸都市圈 4萬5711人  | 佐久都市圈 16萬2355人 | 佐久都市圈 18萬9058人 | 佐久都市圈 18萬6206人 | 小諸市          | 佐久 |
| 淺科村       | 小諸都市圈 4萬8346人  | -                     | 佐久都市圈 10萬0597人 | 佐久都市圈 16萬2355人 | 佐久都市圈 18萬9058人 | 佐久都市圈 18萬6206人 | 佐久市          | 佐久 |
| 佐久市       | 佐久都市圈 8萬7797人  | 佐久都市圈 9萬8348人  | 佐久都市圈 10萬0597人 | 佐久都市圈 16萬2355人 | 佐久都市圈 18萬9058人 | 佐久都市圈 18萬6206人 | 佐久市          | 佐久 |
| 臼田町       | 佐久都市圈 8萬7797人  | 佐久都市圈 9萬8348人  | 佐久都市圈 10萬0597人 | 佐久都市圈 16萬2355人 | 佐久都市圈 18萬9058人 | 佐久都市圈 18萬6206人 | 佐久市          | 佐久 |
| 佐久町       | 佐久都市圈 8萬7797人  | 佐久都市圈 9萬8348人  | 佐久都市圈 10萬0597人 | 佐久都市圈 16萬2355人 | 佐久都市圈 18萬9058人 | 佐久都市圈 18萬6206人 | 佐久穗町        | 佐久 |
| 八千穗村     | 佐久都市圈 8萬7797人  | 佐久都市圈 9萬8348人  | 佐久都市圈 10萬0597人 | 佐久都市圈 16萬2355人 | 佐久都市圈 18萬9058人 | 佐久都市圈 18萬6206人 | 佐久穗町        | 佐久 |
| 望月町       | -                     | -                     | -                     | -                     | 佐久都市圈 18萬9058人 | 佐久都市圈 18萬6206人 | 佐久市          | 佐久 |
| 小海町       | -                     | -                     | -                     | -                     | 佐久都市圈 18萬9058人 | 佐久都市圈 18萬6206人 | 小海町          | 佐久 |
| 南相木村     | -                     | -                     | -                     | -                     | 佐久都市圈 18萬9058人 | 佐久都市圈 18萬6206人 | 南相木村        | 佐久 |
| 北相木村     | -                     | -                     | -                     | -                     | 佐久都市圈 18萬9058人 | 佐久都市圈 18萬6206人 | 北相木村        | 佐久 |
| 川上村       | -                     | -                     | -                     | -                     | -                     | -                     | 川上村          | 佐久 |
| 南牧村       | -                     | -                     | -                     | -                     | -                     | -                     | 南牧村          | 佐久 |

- 2004年4月1日 - 東部町、北御牧村合併成立東御市。舊北御牧村地域從佐久地域劃入上小地域。
- 2005年3月20日 - 佐久町、八千穗村合併成立佐久穗町。
- 2005年4月1日 - 佐久市、臼田町、望月町、淺科村合併成立佐久市。
- 2005年10月1日 - 長門町、和田村合併成立長和町。
- 2006年3月6日 - 上田市、丸子町、真田町、武石村合併成立上田市。

### 日夜間人口比
根據2010年國勢調査，本區日夜間人口比超過100%，流入超過流出的自治體有輕井澤町（117.8%）、南牧村（108.0%）、小海町（103.3%）、上田市（102.5%）。

### 生活圈間流動
依據國土交通省「全國幹線旅客純流動調査」的生活圈間流動資料，從上田出發的目的地如下。該調査不包含同都道府縣內的生活圈流動。
※207地域生活圏PDF（2006年3月底）。「上田」指東信地方全體。
※甲信越地方為白底，其他為灰底「■」。
出發地：上田
| 順 | 目的地     | 萬人/年 |
| 1  | 前橋、高崎 | 224.0   |
| 2  | 東京23區   | 152.1   |
| 3  | 澀川、吾妻 | 141.1   |
| 4  | 浦和       | 67.9    |
| 5  | 多摩       | 60.9    |
| 6  | 川越       | 58.8    |
| 7  | 峽北       | 47.2    |
| 8  | 相模原     | 42.2    |
| 9  | 橫濱       | 39.6    |
| 10 | 船橋       | 39.5    |

## 交通
佐久地方透過國道18號可北上至日本海側（北信地方、上越地方），穿過碓冰峠則可至群馬縣。
另外，宇都宮～高崎～小諸～山梨縣（韮崎、甲府）～駿河灣岸（清水、富士）的碓冰峠、千曲川、富士川路線則做為東京與其周邊堵塞時的「迂回路」。

### 交通史
戰國時代以前，本地作為東山道沿線發展，江戶時代起成為中山道的途經之地。戰國時代以前的東山道是從松本經上田至碓冰峠的路線，江戶時代的中山道則是從塩尻經和田峠至碓冰峠的路線。此地設有追分宿（輕井澤郊外）作為中山道與北國街道的分岐點。
之後進入明治的鐵道敷設期，連結追分宿與下諏訪宿的中山道（國道142號）沿線並未鋪設鐵道。從此，佐久地方逐漸失去連結關東與近畿的內陸路線角色，而轉變成關東與日本海側的要道（國道18號、JR信越本線、上信越道、北陸新幹線）。

### 鐵道
- 東日本旅客鐵道
  - 北陸新幹線
  - 小海線

- 信濃鐵道線
- 上田電鐵別所線

### 道路
高速道路
- 上信越自動車道
- 中部橫斷自動車道（建設中）

一般國道
- 國道18號
- 國道141號（日语：国道141号）
- 國道142號（日语：国道142号）
- 國道143號（日语：国道143号）
- 國道144號
- 國道146號（日语：国道146号）
- 國道254號
- 國道299號（日语：国道299号）

道之驛
- 道之驛御牧（日语：道の駅みまき）
- 道之驛榲桲之驛長門（日语：道の駅マルメロの駅ながと）
- 道之驛HOT PARK淺科（日语：道の駅ほっとぱ〜く・浅科）
- 道之驛上田 道與川之驛（日语：道の駅上田 道と川の駅）
- 道之驛雷電胡桃之里（日语：道の駅雷電くるみの里）
- 道之驛青木（日语：道の駅あおき）
- 道之驛美原高原（日语：道の駅美ヶ原高原）